# Terminologia Esperanto-Centro

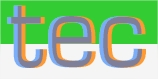
Logo du centre de terminologie TEC

Terminologia Esperanto-Centro (abrégé TEC) est le centre de terminologie d'espéranto. Il fonctionne sous les auspices de l'association mondiale d'espéranto.

## Objectifs
Les buts du centre de terminologie d'espéranto sont :
- Améliorer et unifier les travaux terminologiques en :
  - suivant les développements de la normalisation terminologique à l'échelle internationale
  - organisant des débats internationaux relatifs à la terminologie
  - mettant en place une procédure de normalisation
  - publiant des normes, notamment des normes terminologiques, et en les révisant
- Représenter l'espéranto au sein des organismes tant nationaux qu'internationaux actifs dans le domaine de la terminologie et/ou de la normalisation et collaborer avec ceux-ci.

## Histoire
En juillet 1985, l'association mondiale d'espéranto décide la création d'un centre de terminologie pour l'espéranto. Ce centre verra le jour deux ans plus tard (en 1987), à l'occasion du congrès mondial d'espéranto qui s'est tenu à Varsovie.
Pour rappel, une grande partie de la théorie de la terminologie au niveau international a été développée par des espérantophones, notamment Eugen Wüster et Ernest Drezen. Cette langue auxiliaire leur avait permis de réfléchir à des questions de planification linguistique dans des domaines techniques. Par conséquent, bien que TEC ne soit né que vers la fin des années 1980, de premières initiatives dans le domaine de la terminologie avaient vu le jour longtemps auparavant. Les premières réflexions terminologiques ont eu lieu au début du XXe siècle (notamment, mais non exclusivement, chez les espérantophones), et l'on considère que la terminologie de la terminologie a vu le jour avec la thèse de doctorat d'Eugen Wüster en 1931 (de langue maternelle allemande, E. Wüster était polyglotte et avait étudié plusieurs langues planifiées, dont l'espéranto).
Dans les années 1950, l'association scientifique internationale d'espéranto (eo) de concert avec l'Académie d'espéranto a fondé un centre de terminologie sous la direction de Rudolf Haferkorn, qui a essayé de coordonner la rédaction des recueils terminologiques en espéranto. En 1970, Rüdiger Eichholz a repris les rênes. Il est parvenu à faire traduire le Bilder-Duden (dictionnaire de langue allemande illustré) en collaborant avec quelque 200 scientifiques espérantophones. Le travail s'est effectué par l'intermédiaire de fiches et a donné naissance à la Slipara Vortaro (dictionnaire sous forme de fiches).
Dans les années 1980, il était de nouveau question de coordonner les activités terminologiques des espérantophones. L'UEA possédait un centre de publications scientifiques (Scienc-Eldona Centro, SEC) à Budapest, dans le cadre duquel des bénévoles ont créé une section de terminologie (Terminologia sekcio, TeS), dont le secrétaire était Ivan Bujdosó. La première circulaire a paru en 1985.

## Fonctionnement
Ce centre a connu des périodes d'activité réduite, mais fonctionne toujours. L'association mondiale d'espéranto collabore avec des institutions internationales, notamment en tant que membre associé du Centre international d'information pour la terminologie à Vienne (Infoterm) ainsi qu'en tant qu'organisation en coopération avec le comité technique 37 (ISO/TC 37) de l'Organisation internationale de normalisation (ISO).